# Kutzora Edina
Kutzora Edina magyar énekesnő, dalszerző, előadóművész. A QTZORA projekt énekes dalszerzője, és az Erik Sumo Band zenekar énekesnője.

## Korai életpályája

### Iskolák, helyi zenekarok
1993-ban énekelt először a fonyódi Mátyás Király Gimnázium színpadán a Fatális Tévedés nevű lányzenekar énekesnőjeként.
1995-2000-ig egy balatonboglári jazz formáció, a Com Licenca zenekar énekesnője.
1996-2000-ig Budapesten, egy magániskola mellett az Erkel Ferenc Zeneiskolában Lakatos Ágnes növendéke volt jazzének szakon.
2000-től a Kőbányai Zenei Stúdióban tanult, 2003-ban tett szakvizsgát, ahol többek között Berki Tamás, Babos Gyula is tanították.
Ezzel párhuzamosan diplomát szerzett a JATE Budapesti Médiaintézetében kommunikáció szakon.
2018-ban elvégezte az imPro School Zenei Producer képzését, illetve ezzel párhuzamosan dalszerzést tanult.
2024-ben másoddiplomát szerzett a Károli Gáspár Református Egyetem, Mentálhigiénés Segítő Szakember szakán. 2024-től Család és Párterápiás módszertani képzésen vesz részt.

### Jazz Énekverseny
2000-ben a Magyar Rádió által megrendezett Garay Attila Jazz Énekverseny döntőjébe jutott, ahol a világhírű amerikai jazzénekes, Al Jarreau vezette zsűri "A legjobb balladaénekes" különdíját ítélte neki. A versenyt egy jam session követte, melyben együtt énekeltek Al Jarreauval.

## Karrier

### Yonderboi

#### Yonderboi Quintet – Shallow and Profound
- Pabadam

Nem tudod lejátszani a fájlt?
1999-ben találkozott Budapesten Zságer Balázs billentyűssel – akivel korábban már zenéltek együtt rövid ideig – és Yonderboi-jal, akik akkor Kamarás Iván Bombajó című lemezén dolgoztak együtt. Ezután kezdték el Yonderboi első szólóalbumának munkálatait (Shallow and Profound), amibe Edinát is bevonták néhány dal erejéig. (Pabadam, Milonga Del Mar – dalszerzőként, Chase & Chaser, Thousand Bells)
A 2000-ben megjelenő lemez nagy sikereket aratott Európa szerte. Németországban például több, mint hetvenezer darabot adtak el belőle, de nagy érdeklődés mutatkozott az album iránt többek között Hollandiában is.
A Shallow and Profound lemez megjelenése utána Yonderboit felkérték koncertezni. Az első néhány fellépésükön még csak három tagú volt a zenekar. Yonderboi, Zságer Balázs és Kutzora Edina Heidelbergben, a Gekko klubban lépett fel. Az első magyarországi koncertet 2000 nyarán adták. Itt már öt tagot számlált a zenekar. Időközben Kovács Andor gitáros és DJ Bootsie csatlakozott hozzájuk.
Az együttes ebben a felállásban másfél-két évet turnézott és ezen idő alatt mintegy 150 koncertet adott.
Ezután a csapat kezdett széttöredezni, elfáradni. Ebben az is közrejátszhatott, hogy a zenekarból három tag (Zságer Balázs, Kovács Andor, Bootsie) Lázár Tibor dobossal kiegészülve egy másik zenekart alapítottak Žagar néven és egyre több koncertet adtak.

#### Yonderboi and The Kings of Oblivion – Splendid Isolation
Yonderboi öt évvel később 2005-ben megjelenő Splendid Isolation című második nagylemezén szintén közreműködött énekesnőként és vokalistaként egyaránt. (Follow me Home – szólóének, People always talk about the weather – vokál, Love Hides – vokál)
Yonderboi új zenekara 2005-2007 között Yonderboi & The Kings of Oblivion néven koncertezett. Ebben a projektben szintén énekes-vokalistaként vett részt továbbra is zenekari tagként. Számos hazai és külföldi fesztiválon és klubban léptek fel töretlen sikerrel.

### Žagar
Több ízben közreműködött a Žagar lemezeken, koncerteken vendégelőadóként.
2002 – Žagar zenekar első lemezén (Local Broadcast) közreműködött.
2004 – Török Ferenc által rendezett Szezon című film soundtrack albumán énekelte Zagarral a Hol van az a nyár című dalt, ezáltal több koncert vendége volt.
2007 – Žagar zenekar Cannot walk fly instead című második nagylemezén lemezén 5 másik énekesnővel Underground Divas néven közreműködtek a Wings of Love' című dalban, illetve az arról készült videóklipben. Megtekintés A dal második lett a nemzetközi dalszerző versenyen (International Songwriting Competition), valamint 2007-ben a Radio Café szavazása alapján az év dala lett.

### Erik Sumo
2019 – Tövisházi Ambrus zenekarához az Erik Sumohoz csatlakozott, amikor Harcsa Veronika távozott a zenekarból. A 2019-ben megjelent Mount Fuji című lemezen és 2022-es Words Volume One és Words Volume Two dupla Erik Sumo lemezeken már az ő hangját halljuk.

### QTZORA
2022 – Kutzora Edina szóló projektje, melynek első bemutatkozó EP-je 2022 novemberében jelent meg Missing Support címmel QTZORA név alatt.
A kislemez egy olyan, három dalból álló koncept-album, melynek mindegyik dala egy-egy traumát jelenít meg, sajátos hangvételben. Tehát nem egy könnyed bemutatkozó EP-vel állunk szemben, hanem egy érettebb, komolyabb témákra reflektáló hangzóanyaggal. "
A kislemezen olyan producerekkel dolgozott együtt, mint Aeron Aether/Kovács Gábor, aki főként külföldi zenei piacon boldogul producerként és mastering hangmérnökként. Occam azaz Lázár Tibor, akit a Zagar illetve a DJ Bootsie zenekarából lehet ismerős, és az új, kortárs klasszikus/experimental ambient lemezének munkálatai közben szakított időt rám. Illetve DJ Bootsie azaz Solymosi Vilmos, aki az absztrakt hip-hop színtér megkerülhetetlen szereplője, szintén besegített az egyik dal produceri folyamataiba.
2023-ban megjelent End of Pain című dala a korábbi EP lezárásaként is értelmezhető. A dalt Edina dalszerzőként, szövegíróként, hangszerelőként és producerként is jegyzi.

### További zenekarok
2001-2002 – Dubcity Fanatikz vokalistája volt
Prieger Zsolt, az Anima Sound System zenekarvezetőjének egyik formációjában
2005 – 2009 Tóth Vera zenekarában vokalista
2005 – Amorf Ördögök vokalistája volt, Péterfy Bori helyett szállt be a zenekarba, amíg Borinak színházi elfoglaltságai voltak.
2005-2006 – Beat Dis zenekarban háttérénekesnő
2007-2009 – Péterfy Bori Love Bandben vokalista.
2008. június – Budapest Bár (sanzonfeldolgozásokat játszó zenekar) néhány kamara előadásán közreműködött énekesként.
2009 – Deutsch Gábor / Anorganik/ Turning Thirty című albumára egy közös dalt írtak Judie Jay-jel, amelyet koncertek követtek.
2019 -től az Antal Gábor Trióval közösen adtak koncerteket, a trió és Edina szerzeményeit vegyítették műsorukban.

#### Egyéb zenekarok, közreműködések
- 1994 Fatális Tévedés – szóló
- 1995 Com Licenca – szóló
- 1998 Dynamic Filter – szóló
- 2003 Perhaps Jazz Band – szóló
- 2004 Sapszon project – szóló
- 2004 Cool Miners – szóló + vokál
- 2003 Megasztár I. zenekar – vokál
- 2005 Top Five – szóló
- 2005 Sound Force – szóló + vokál
- 2006 Ray Charles emlékzenekar – vokál

#### Akikkel játszott már együtt
Random Trip, Budapest Jazz Orchestra, United zenekar, Barabás Lőrinc, Fekete Jenő, Hárs Viktor, Fekete Kovács Kornél, Póka Egon+, Jávori Vilmos+, Szekeres Tamás, Sárik Péter, Tzumó Árpád, Torma Rudolf, Csejtey Ákos, Gyenge Lajos, Márkus Tibor, Csuhaj Barna Tibor, Studniczky "Zsatyi" László, Csiszár Ferenc, Kormos János, Pusztai Csaba, Dorogi Ákos, Révész Richárd, Horváth Balázs, Hámori János, Szalay Gábor, Makó Béla, Ferenczy András, Szász Ferenc, Ifj. Szász Ferenc, Szabó Tamás, Zsoldos Tamás, Szabó Leslie, Goldberg Nagy Róbert, Horváth Pluto József, Kaszás Péter, Birta Miklós, Milosevits Mirkó Milán, Jász András, Abbas Murad, Sapszon Bálint, Bata István, Delov Jávor, Cséry Zoltán, Antal Gábor, Szentgallay György, Molnár Mátyás, Strong Deformity etc.

## Diszkográfia

### Kislemezek
- Missing Support (EP) – 2022
- End of Pain (Single) – 2023

### Lemez közreműködések (solo)
- Yonderboi – Shallow and Profound – 2000
- Yonderboi – Splendid Isolation – 2005
- Zagar – Szezon – 2004
- Deutsch Gábor – Turning Thirty – 2009
- Erik Sumo – Mount Fuji – 2019
- Doktorhokashi – Contrast EP Remixes 2021 ( Bonus Track: Please find the cure – Erik Sumo feat Edina Kutzora)
- Strong Deformity – Inside your Sun 2022
- Erik Sumo – Words Volume On + Volume Two (dupla album) 2022

### Lemez közreműködés (vocal)
- Yonderboi – Shallow and Profound – 2000
- Yonderboi – Splendid Isolation – 2005
- Zagar – Local Broadcast 2002
- Megasztár 1-2 – Best Of 2004
- Szilárd – Súlytalanság 2005
- Tóth Vera – Valami más 2006
- Zagar – Cannot walk fly instead 2007